# ستيف ماسي
ستيف ماسي (بالإنجليزية: Steve Massey)‏ هو مدرب كرة قدم ولاعب كرة قدم بريطاني في مركز الهجوم، ولد في 28 مارس 1958 في Denton, Greater Manchester ‏ في المملكة المتحدة. لعب مع ستوكبورت كونتي وكامبريدج يونايتد ونادي بورنموث ونادي بيتربورو يونايتد ونادي ريكسهام ونورثامبتون تاون وهال سيتي.